# طارد الحيوانات

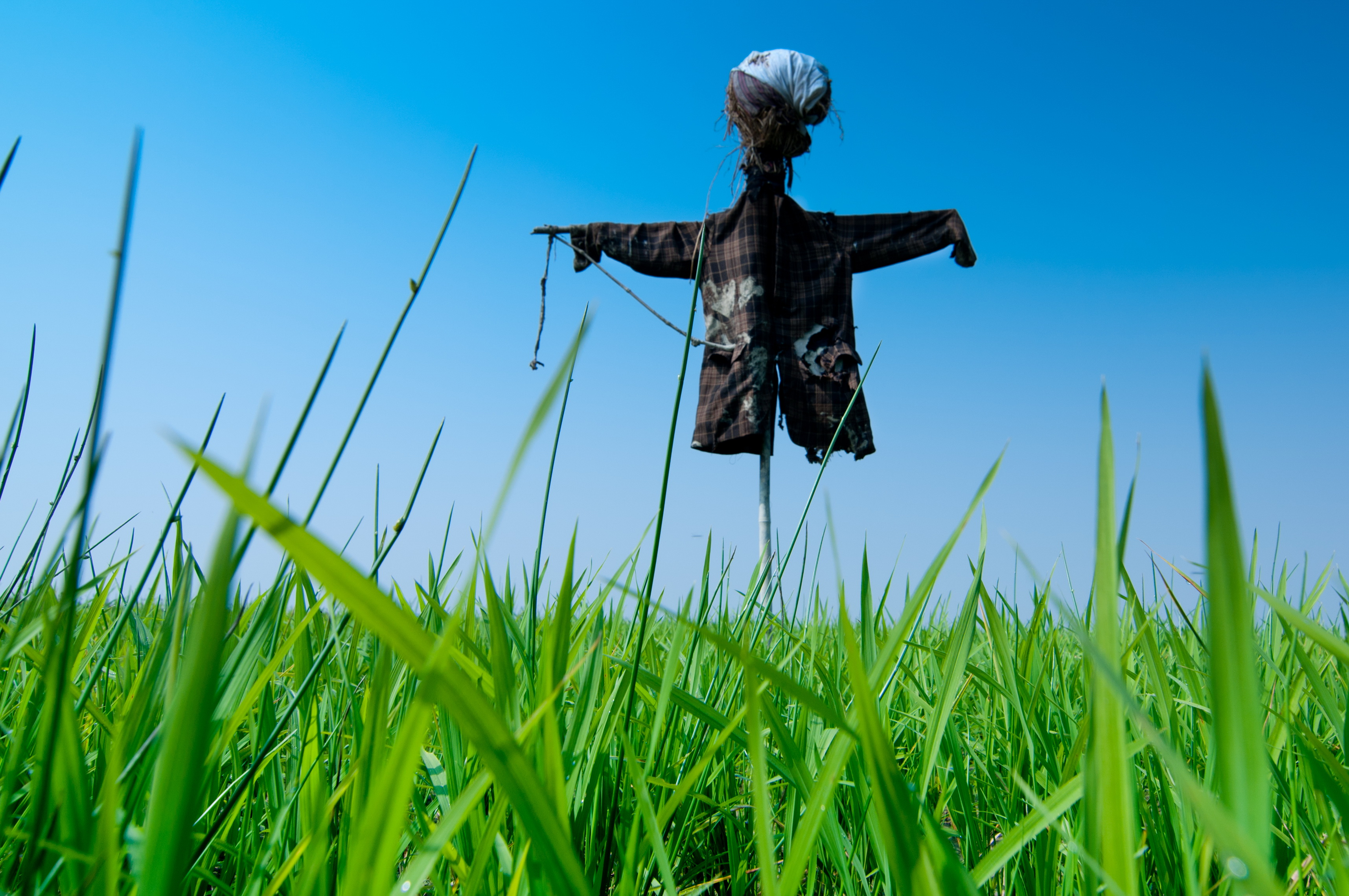
فزاعة.

طارد الحيوانات (بالإنجليزية: Animal repellent)‏ هي أي أشياء أو طرق تُبعد بعض الحيوانات عن أشياء أو مناطق أو أشخاص أو نباتات أو حيوانات أخرى. ولهذه الغاية، تطلق الكائنات الحية مواد كيميائية خاصة بشكل طبيعي؛ يستفيد البشر عن قصد من بعض هؤلاء ويصممون أيضًا مواد طاردة أخرى.

## وظيفته
تعمل المواد الطاردة عمومًا من خلال الاستفادة من نفور الحيوان الطبيعي من شيء ما، وغالبًا ما يكون الشيء المختار هو الشيء الذي يتجنبه الحيوان (أو يتجنبه غريزيًا) في بيئته الطبيعية.
تنقسم المواد الكيميائية الطاردة للحشرات إلى فئتين رئيسيتين: الرائحة والذوق. فالأول يعمل بشكل أفضل في الموسم الدافئ، والأخير، الذي يمنع الحيوان فقط بعد أن يأكل، في موسم البرد. (على سبيل المثال، يُزعم أن رائحة سماد العشب Milorganite تجعله طاردًا فعالًا) تحاكي هذه المواد الطاردة المواد الطبيعية التي تمنع الحيوانات ومصممة لتكون مزعجة جدًا لحيوان معين أو نوع من الحيوانات بحيث يتجنبها الكائن أو المنطقة المحمية.

بالإضافة إلى ذلك، تعمل بعض طارد الحشرات عن طريق إثارة الخوف لدى الحيوان المستهدف. قد يحتوي هذا الطارد على بول حيواني أو دم جاف أو شعر. تتجنب بعض الحيوانات أي شيء له رائحة بول مفترسيها. وبالتالي فإن بول النمر فعال للغاية في إبعاد الحيوانات. يستخدم بول الثعلب لصد الأرانب وجرذان الأرض وطيور الخشب والسناجب والسنجاب. فضلات القطط المستخدمة فعالة أيضًا. يمكن صد الكلاب الأليفة بالخل.

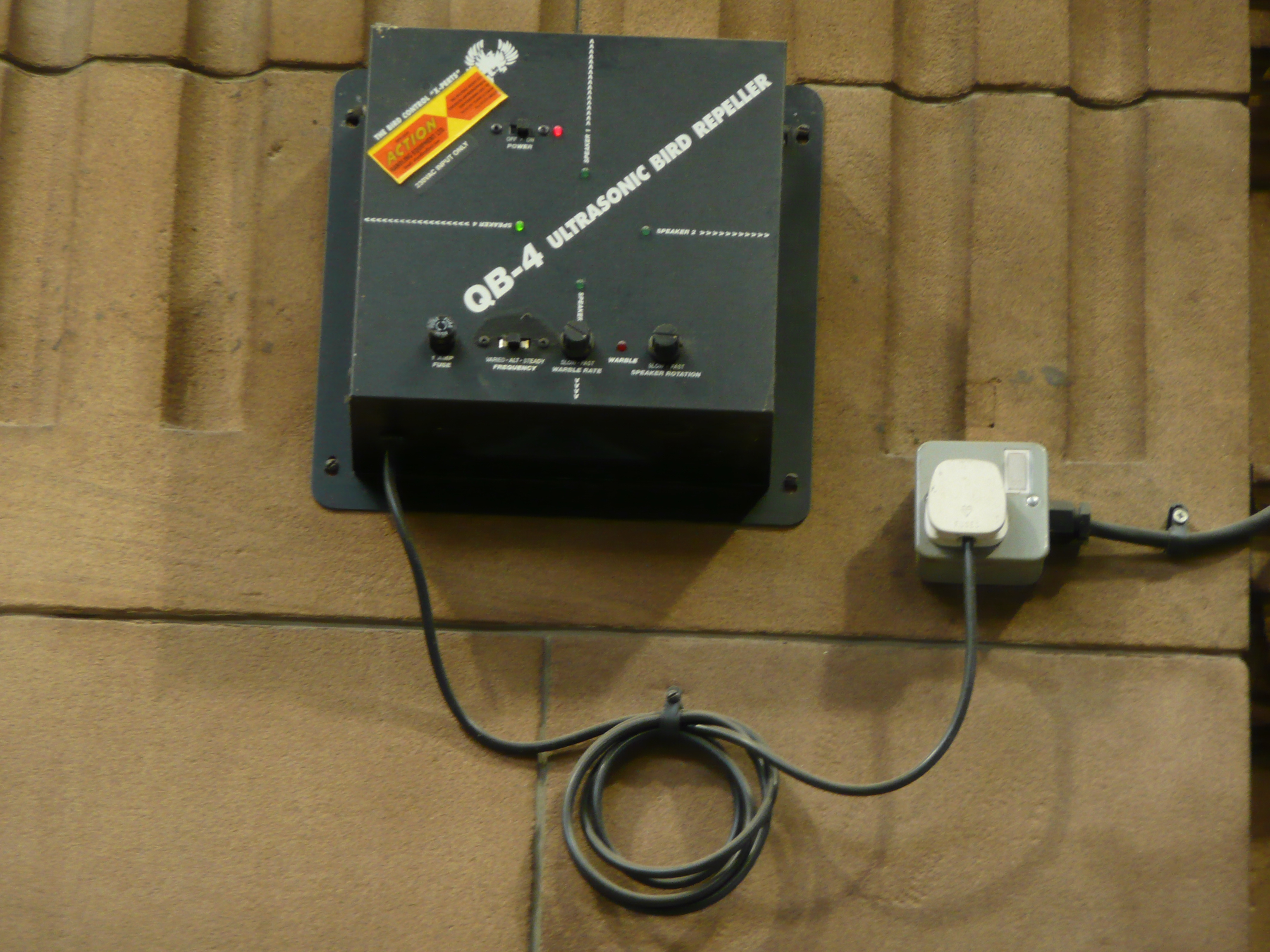
مبيد الطيور بالموجات فوق الصوتية

المواد الطاردة الأخرى ليست كيميائية. يمكن لسياج الأسلاك الشائكة أو المكهربة البسيطة أن يطرد الماشية أو الحيوانات المفترسة ميكانيكيًا. تم اختبار بعض أنظمة طارد الحشرات الكهربائية ضد أسماك القرش. تُستخدم الصفارات عالية التردد في المركبات لإبعاد الغزلان عن الطرق السريعة، كما تُستخدم أجهزة مماثلة لردع أنواع معينة من الحشرات أو القوارض. تشمل المواد الطاردة من هذا النوع للقطط والكلاب أجهزة الموجات فوق الصوتية التي تصدر ضوضاء عالية التردد لا تؤثر على البشر. هذه الأنواع من المبيدات غير الكيميائية مثيرة للجدل، لأن فعاليتها تختلف من حيوان إلى آخر ولأن هناك القليل من الدراسات العلمية التي أجريت لإثبات فعاليتها. ومع ذلك، فهي آمنة وإنسانية، مثل الرشاشات التي تنشط بالحركة وحواجز الحيوانات الأليفة الإلكترونية، والتي يستخدمها أصحاب الحيوانات الأليفة لحصر حيواناتهم الأليفة في مناطق محددة.تستخدم الأضواء الوامضة لصد الأسود في كينيا.
يعتبر طارد الحشرات المثالي خاصًا تمامًا بالحيوان المستهدف؛ أي أنه يطرد الحيوان الذي يرغب المرء في إبعاده دون التأثير أو الإضرار بأي حيوانات أو أشخاص آخرين. قد يكون أحد أنواع طارد الحيوانات فعالًا بالنسبة لحيوانات الراكون، بينما قد يكون طارد الحيوانات الآخر أكثر فاعلية بالنسبة للظربان. قد يكون من الصعب تصميم طريقة طاردة لا تُبعد سوى الحيوانات غير المرغوب فيها بينما لا يكون لها أي تأثير على البشر أو الكائنات الأخرى.

## طارد الثعابين
- أظهرت الأبحاث أن زيت القرفة وزيت القرنفل والأوجينول هي مواد فعالة طاردة للثعابين. سوف تتراجع الثعابين عند رشها مباشرة بهذه الزيوت وستخرج من البضائع أو الأماكن الضيقة الأخرى عندما يتم إدخال هذه الزيوت إلى المنطقة.[3]

- في العصور القديمة، لاحظ المؤرخ اليوناني هيرودوت أن حاصدي اللبان العربي يستخدمون الراتنج المحترق من أشجار الستيراكس لصد الثعابين السامة التي تعيش في الأشجار.[4]